# Edson Marques
Edson Luiz Marques Santos (Itararé, 15 de julho de 1962) é um escritor e poeta brasileiro. Formado em Filosofia pela USP, participou da fundação da Ordem Nacional dos Escritores, onde ocupa a Cadeira número 6, cujo patrono é Graciliano Ramos. Teve seu famoso poema "Mude" atribuído a Clarice Lispector e usado num comercial da Fiat na TV Globo, o que gerou até um caso judicial.

## Prêmios Literários
- Vencedor do Prêmio Cervantes/Ibéria em 1993.

## Obras
- "Mude", 91 páginas, Ed. Original, 2006, SP.
- "Manual da Separação", 160 páginas, Ed. Filosoft, 1998, SP.
- "O Canto dos Poetas", antologia da Ordem Nacional dos Escritores.
- "Beijos no céu da boca", Ed. Do Autor, 1985, esgotada.
- "Solidão a Mil", Única Editora do Brasil, 400 páginas, 2012.
- O Evangelho De Edson Marques, ou se preferir, A Vida de Ed Malux - por Paritosh Keval, 292 páginas - 2011.
- "Cooperativa de Trabalho", Única Editora do Brasil, 180 páginas, 2013.
- "Poema Mude - Comercial da Fiat", Agência Leo Burnett / Rede Globo.
- Publicações Diárias - Mude blog - Pelo próprio autor.
- "Mude" - vídeo, narrado por Pedro Bial.